# Upton Sinclair

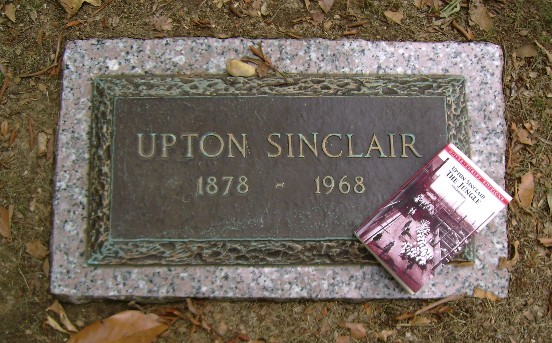
Grób pisarza

Upton Sinclair (ur. 20 września 1878 w Baltimore, zm. 25 listopada 1968 w Bound Brook) – amerykański pisarz, znany ze swoich socjalistycznych sympatii. Był wegetarianinem.
W dzieciństwie doświadczał kontrastu między biedą rodziców a zamożnością mieszkających w Nowym Jorku dziadków. W Nowym Jorku ukończył college. Popularność zdobył powieścią Grzęzawisko (The Jungle), która w realistyczny sposób opisywała warunki pracy robotników litewskiego pochodzenia w fabryce konserw i przyczyniła się do uchwalenia federalnego ustawodawstwa dotyczącego inspekcji sanitarnej mięsa.
Zainwestował bez większego powodzenia 30 tysięcy dolarów w budowę utopijnej kolonii Helicon Home w stanie New Jersey. Dwukrotnie ubiegał się o stanowisko gubernatora Kalifornii, jako socjalista i członek Partii Demokratycznej, której nominację uzyskał w 1934 dzięki radykalnemu programowi zwalczania biedy (EPIC – End Poverty in California). Zwalczany przez konserwatystów, po przegranych wyborach powrócił do pracy pisarskiej. Jednym z jego współpracowników z okresu działalności politycznej, a ściślej czasu EPIC, był Robert Heinlein.
Na podstawie jego powieści Oil! (z 1927 roku) nakręcono w 2007 roku film Aż poleje się krew.

## Dzieła
- Springtime and Harvest (1901)
- A Captain of Industry (1906) (Baron Przemysłu. Życie Miljonera Amerykańskiego, Przełożyła z oryginału angielskiego S.F. Skład Główny w Księgarni Powszechnej, Warszawa, 1907) oraz (Baron przemysłowy, 1949 - przedruk wydania z 1907 roku bez informacji o pierwotnym wydaniu)
- The Jungle (1906) (Bagno,  za specyalnem pozwoleniem autora tłumaczył dla „Dziennika Ludowego" S.M.S, Nakładem i drukiem „Dziennika Ludowego, Chicago, Ill.1908) Inne wydanie (Grzęzawisko, przekład Andrzeja Niemojewskiego, Książka i Wiedza, Warszawa, 1949)
- The Metropolis (1908) (Stolica, przekład ST. Standego, Towarzystwo Wydawnicze „Rój”, Warszawa, 1932)
- Samuel the Seeker (1909) (Człowiek, który szuka prawdy, przekład B. Szarlitta, Księgarnia Bibljoteki Dzieł Wyborowych, Warszawa, 1924). Tłumaczenie omija całe ostatnie 6 rozdziałów oryginalnej powieści.
- Love's Pilgrimage (1911) (Tom II utworu pt: Love's Captivity - W niewoli miłości, przekład Antoniny Sokolicz, Towarzystwo Wydawnicze „Rój", Warszawa, 1935)
- The Second-Story Man (1912) (Kryminalista, przekład Antoniny Sokolicz, nakł. Spółdzielni Księgarskiej „Książka", Warszawa, 1928)
- Sylvia (1913) (Sylwia, przekład Antoniny Sokolicz, Towarzystwko wydawnicze „Rój", Warszawa, 1934)
- Sylvia's marriage (1914) (Małżeństwo Sylwji, przekład Dr. J.P. Zajączkowskiego, Towarzystwo Wydawnicze „Rój", Warszawa, 1933)
- The Cry for Justice (1915) (antologia)
- King Coal (1917) (Król Węgiel, przekład Antoniny Sokolicz, Towarzystwo Wydawnicze „Rój", Warszawa, 1931)
- The Profits of Religion (1918)
- Jimmie Higgins (1919) (Jimmie Higgins, Nakładem Spółdzielni Wydawniczej „Książka", Warszawa, 1922) Inne wydanie ( Dżym Higgins, przekład Dr. Felicyi Nossig, Nakładem Ludowego Spółdzielczego Towarzystwa Wydawniczego, Lwów, 1922)
- The Brass Check (1920)
- 100% - The Story of a Patriot (1920) (Rdzenny Amerykanin, Spółdzielnia Księgarska „Książka", Warszawa). Inne wydanie (100%, Warszawa „Di Welt", 1927)
- They Call Me Carpenter: A Tale of the Second Coming (1922) (Nazywają mnie cieślą, nakł. Lud. Spółdz. Tow. Wydawniczego, Lwów, 1928)
- The Goosestep (1923)
- Millenium (1924) (Kataklizm w roku 2000-ym, przekład Antoniny Sokolicz, Towarzystwo Wydawnicze „Rój", Warszawa, 1930)
- Oil! (Nafta, 1927) – przełożona na j. polski w 1946 r. przez Antoninę Sokolicz, na jej podstawie powstał film Aż poleje się krew (ang. There Will Be Blood) z 2007 roku.
- Boston (1928) (Boston, przekład Antoniny Sokolicz, Nakładem Spółdzielni Księgarskiej „Książka", Warszawa, 1929)
- The Wet Parade (1931) (Mokra parada T.1, przekład Antoniny Sokolicz, Towarzystwo Wydawnicze „Rój", Warszawa, 1932; Służba Państwowa (Federal Service)  T.2 i ostatni tej powieści, przekład Antoniny Sokolicz, Towarzystwo Wydawnicze „Rój", Warszawa, 1932)
- I, Candidate for Governor - and How I Got Licked (1935) (Jak kandydowałem na gubernatora Kalifornji? przekład Andrzej Pomian, Towarzystwo Wydawnicze „Rój", Warszawa, 1936)
- Co-Op, a Novel of living Together (1936) (Socjalizm na raty, przekład Antoniny Sokolicz, Towarzystwo Wydawnicze „Rój", Warszawa, 1938)
- Dragon's Teeth (1942)